# Metacnemis angusta
Metacnemis angusta är en trollsländeart som först beskrevs av Selys 1863.  Metacnemis angusta ingår i släktet Metacnemis och familjen flodflicksländor. IUCN kategoriserar arten globalt som sårbar. Inga underarter finns listade i Catalogue of Life.